# Maddington Falls
Maddington Falls est une municipalité du Québec (Canada) située dans la municipalité régionale de comté d'Arthabaska et la région administrative du Centre-du-Québec.

## Toponymie
Le nom fait référence aux chutes Maddington de la rivière Bécancours situées sur son territoire.

## Histoire

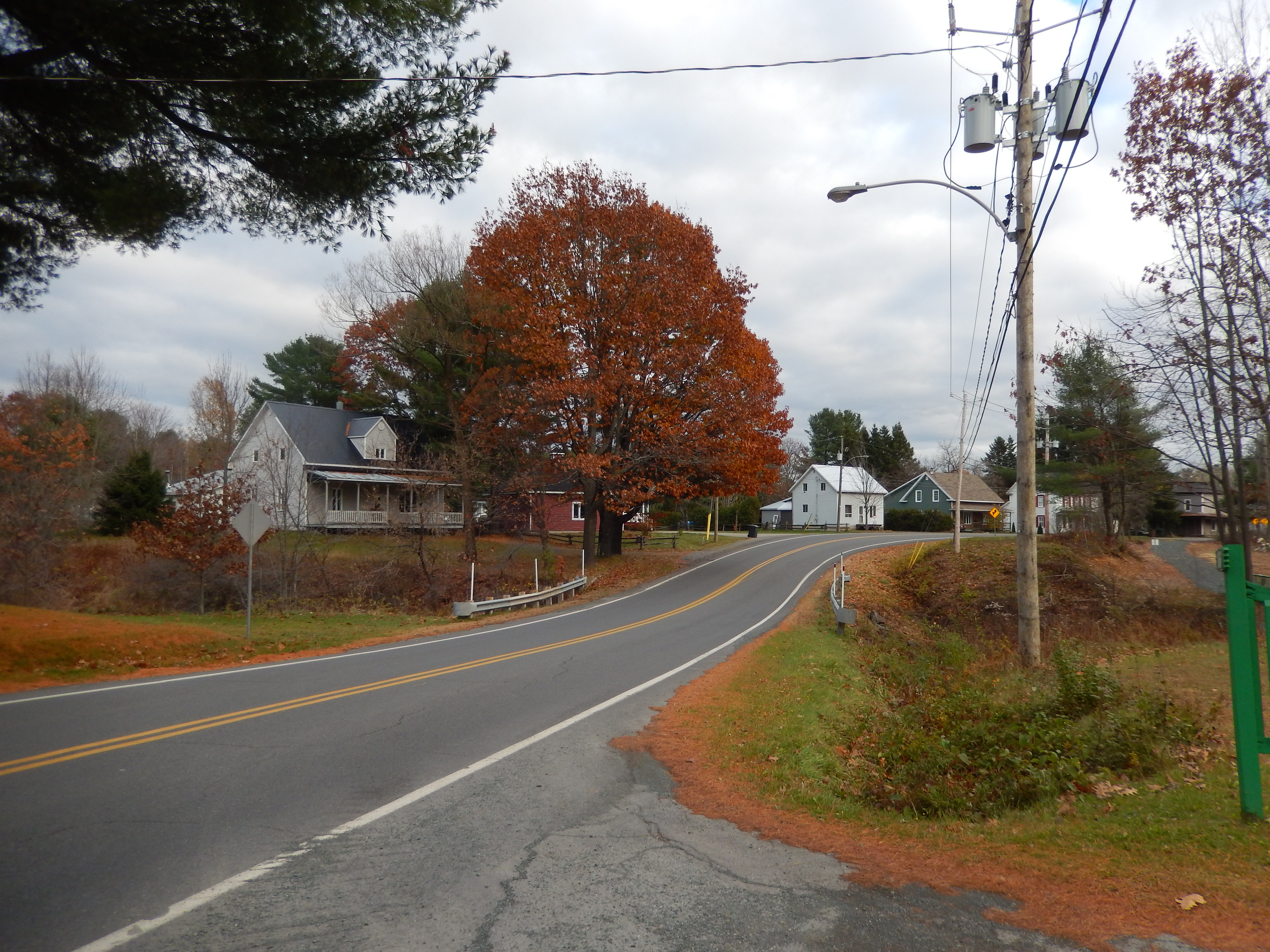
Route 261 à Maddington Falls.

Le 20 juin 2015, la municipalité de canton de Maddington change son nom et son statut pour celui de municipalité de Maddington Falls.

## Géographie
La rivière Bécancour délimite le sud de la municipalité en coulant vers l'ouest.
La rivière Sauvage traverse le nord-est en coulant vers le nord-ouest.

## Démographie
| 1996 | 2001 | 2006 | 2011 | 2016 | 2021 |
| ---- | ---- | ---- | ---- | ---- | ---- |
| 428  | 457  | 412  | 443  | 413  | 413  |

## Administration
Les élections municipales se font en bloc pour le maire et les six conseillers.
| Maddington Falls Maires depuis 2001                                                                                  |                |         |          |
| Élection | Maire          | Qualité | Résultat |
| 2001 | Normand Soucy  |         | Voir     |
| 2005 | Normand Soucy  | Voir    |          |
| 2009 | Normand Soucy  | Voir    |          |
| 2013 | Ghislain Brûlé |         | Voir     |
| 2017 | Ghislain Brûlé | Voir    |          |
| 2021 | Patrice Morin  |         | Voir     |
| Élection partielle en italique Depuis 2005, les élections sont simultanées dans toutes les municipalités québécoises |                |         |          |